# Station Sørumsand
Station Sørumsand is een station in Sørumsand in de gemeente Sørum, fylke Viken in Noorwegen. Het station, geopend in 1892, ligt aan Kongsvingerbanen. Het is een ontwerp van Paul Armin Due. 
Vanaf het station liep vroeger de zijlijn Urskog-Hølandsbanen. Deze smalspoorlijn werd in 1960 gesloten. Een deel van de lijn is sinds 1987 in gebruik als museumlijn.
Sørumsand  wordt bediend door lijn L14, de stoptrein tussen Asker en Kongsvinger en lijn 70, de sneltrein van Oslo-S naar Kongsvinger en Zweden.